# Black Tiger (album)
Pour les articles homonymes, voir Black Tiger.
Albums de Y and T
Earthshaker
(1981) Mean Streak
(1983)
Singles
1. Forever
Sortie : 1982

Black Tiger est le quatrième album du groupe de hard rock/heavy metal Y and T sorti en août 1982 sous le label A&M et produit par Max Norman.

## Historique
Cet album fut enregistré en Angleterre dans les studios Ridge Farm  de Dorking dans le Surrey. Il eut un certain succès au Royaume-Uni, restant classé huit semaines dans les charts et atteignant une meilleure 53e place.
Le logo classique du groupe apparaît pour la première fois sur la pochette de l'album.

## Liste des titres
- Tous les titres sont signés par le groupe

Face 1
| No | Titre                        | Durée |
| -- | ---------------------------- | ----- |
| 1. | From the Moon (instrumental) | 0:42  |
| 2. | Open Fire                    | 4:10  |
| 3. | Don't Wanna Lose             | 4:09  |
| 4. | Hell or High Water           | 3:44  |
| 5. | Forever                      | 5:47  |

Face 1
| 6.    | Black Tiger          | 4:18 |
| 7.    | Barroom Boogie       | 4:20 |
| 8.    | My Way or the Higway | 4:43 |
| 9.    | Winds of Change      | 6:20 |
| 36:53 |                      |      |

Titre bonus réédition 2005
| No  | Titre           | Durée |
| --- | --------------- | ----- |
| 10. | Somebody for Me | 3:55  |

## Composition du groupe
- Dave Meniketti - chant, guitares, guitare solo
- Joey Alves - guitares acoustiques et électriques
- Phil Kennemore - basse, chœurs
- Leonard Haze - batterie, percussions

## Charts
| Pays        | Durée du classement | Meilleur classement |
| ----------- | ------------------- | ------------------- |
| Royaume-Uni | 8 semaines          | 53e                 |